# Vladimír Musil
Vladimír Musil, křtěný Vladimír Roman (24. ledna 1910 Vladislav – 8. července 1997) byl český stolař, strážník a voják.

## Biografie
Vladimír Musil se narodil v roce 1910 ve Vladislavi v rodině truhláře Romana Musila a jeho ženy Antonie rodem Dvořákové, též z Vladislavi. Později se zde pak vyučil ve stolařské dílně, následně nastoupil do dílny v rodné Vladislavi. Po nějaké době narukoval na základní vojenskou službu do Olomouce, kde odsloužil dva roky. Po skončení vojny roku 1938 nastoupil na místo policejního strážníka v Brně. Po začátku druhé světové války začal spolupracovat s odbojem, ale už 8. února 1940 se jej chystalo zatknout gestapo, ale on po varování odešel z Ostravy a následně se přes Slovensko, Maďarsko a Bejrút dostal do francouzského Agde, kde nastoupil do československé armády (přijat však byl v Marseille 14. dubna 1940). Následně působil ve Velké Británii v Cholmondeley jako radista, po invazi do Francie bojoval u Caen a u Dunkerku. Posléze s tankovou rotou postupoval do Československa, kde dorazili až do Kasejovic. Z armády odešel v roce 1945.
Po skončení druhé světové války se vrátil do policejní služby, kdy působil jako kriminalista. Roku 1959 byl propuštěn a od roku 1960 pracoval jako vedoucí Uhelných skladů ve Velké Bíteši, po roce 1965 pracoval jako skladník. Posléze zůstal ve Velké Bíteši.
Obdržel medaili Za chrabrost.